# Réserve nationale de faune de Chignecto
La réserve nationale de faune de Chignecto (anglais : Chignecto National Wildlife Area) est une réserve nationale de faune du Canada située dans le comté de Cumberland en Nouvelle-Écosse, à environ cinq kilomètres de Amherst. La réserve protège des marais aménagées qui sont fréquentés par 228 espèces d’oiseaux, dont 100 s'y reproduisent. Elle est située avec la réserve nationale de faune du marais John Lusby dans le site Ramsar de Chignecto. Elle chevauche aussi le refuge d'oiseaux d'Amherst Point.